# Masaharta
Masaharta (hay Masaherta) là một Đại tư tế của Amun tại Thebes trong lịch sử Ai Cập cổ đại. Ông là người cai trị trên thực tế của Thượng Ai Cập khoảng từ năm 1054 đến 1045 TCN (có thể đã đồng cai trị với Pinedjem I), song song với Pharaon Smendes thuộc Vương triều thứ 21 ở Hạ Ai Cập.

## Thân thế
Masaharta là một người con trai của Pinedjem I, một Đại tư tế của Amun đã cai trị Thượng Ai Cập trước đó; mẹ của ông có thể là công chúa Duathathor-Henuttawy (con gái của Pharaon Ramesses XI). Masaharta là em của Psusennes I, vị Pharaon thứ ba của Vương triều thứ 21.
Sau khi Pinedjem I chính thức trở thành lãnh chúa của Thebes, chức danh Đại tư tế của Amun được truyền lại cho Masaharta.
Vợ của Masaharta có thể là Tayuheret, Kỹ nữ của Amun, được chôn cùng trong hầm mộ DB320 với Masaharta do bà có cỗ quan tài gỗ tương tự như của Masaharta. Một người con gái tên Isetemkheb được cho là con của Masaharta, nhưng Isetemkheb cũng có thể là Isetemkheb D, con gái của Menkheperre.

## Chứng thực
Năm thứ 16 của vua Smendes được chứng thực qua những dòng chữ do Masaharta cho khắc trên bức tường góc nam của đền thờ Pharaon Amenhotep II thuộc khu đền Karnak. Cũng trong năm đó, Masaharta thực hiện công việc quấn lại băng vải cho xác ướp của Pharaon Amenhotep I, được ghi rõ trên nắp quan tài của vị vua này. Masaharta còn được chứng thực vào năm thứ 16 trên một tấm bia đã vỡ ở Coptos.
Năm thứ 18 và 19, Masaharta tiếp tục thực hiện công việc quấn lại băng vải cho xác ướp của công chúa Ahmose-Meritamun (cũng là chánh cung của Amenhotep I) tại ngôi mộ TT358.

## Qua đời
Trong chuyến tuần du El Hiba ở phía bắc Thebes, Masaharta trở bệnh nặng. Người em trai đi cùng ông là Menkheperre, có lẽ là người đã nhờ một tư tế của vị thần địa phương cầu xin cho Masaharta vượt qua cơn bạo bệnh, nhưng rồi Masaharta cũng qua đời ngay tại đó. Pinedjem I, cha của cả hai, được cho là cũng mất sau đó không lâu.
Sau khi Pinedjem I và Masaharta đều qua đời, tại Thebes xảy ra một cuộc bạo loạn. Do Masaharta không có con nối dõi nên một người con trai của Pinedjem là Djedkhonsuefankh đã lên kế ngôi, nhưng chỉ trong vòng 1 năm thì bị sát hại. Menkheperre, người bị nghi là đã giết Djedkhonsuefankh, đã đăng cơ kế nghiệp làm lãnh chúa Thebes.
Xác ướp của Masaharta được phát hiện trong hầm mộ DB320 cùng với một số thành viên trong vương thất, hiện được lưu giữ tại Bảo tàng Xác ướp ở Luxor.